# Erylus koreanus
Erylus koreanus is een sponzensoort uit de familie Geodiidae in de klasse gewone sponzen (Demospongiae).
De wetenschappelijke naam van de soort werd in 1979 gepubliceerd door Rho & Sim.